# مكراندة باسقة
المكراندة الباسقة (الاسم العلمي:Micrandra elata) هي نوع من النباتات تتبع جنس المكراندة من الفصيلة الفربيونية.